# Adolph Frederik Bergsøe
Adolph Frederik Bergsøe (født 7. januar 1806 i København, død 16. januar 1854 sammesteds) var en dansk statistiker, landstingsmand og forfatter.

## Karriere
Han var søn af lægen Johan Frederik Bergsøe (d. 1818) og Ellen Monrad, siden 24. december 1841 gift med Christiane Marie Seidelin, f. 18. november 1815, datter af universitetsbogtrykker Seidelin.
Bergsøe blev student fra Metropolitanskolen i 1825 og juridisk kandidat i 1829 og vandt i 1836 Videnskabernes Selskabs pris for en skildring af grev Christian Ditlev Frederik Reventlows virksomhed (2 bind, 1837); han opholdt sig derefter i nogle år i udlandet med offentlig understøttelse og holdt efter sin hjemkomst fra 1840-45 forelæsninger ved universitetet over statsøkonomi. 
I 1845 udnævntes han til lektor, 1848 til professor; i 1845 blev han tillige assistent ved Kommissionen for det statistiske Tabelværk og var fra 1. januar 1850 chef for det statistiske bureau. I 1853 blev han landstingsmand, men kom kun en kort tid til at deltage i det politiske liv, idet han begik selvmord i begyndelsen af det følgende år. 
Bergsøe er begravet på Assistens Kirkegård.

## Forfatterskab
Bergsøe har udfoldet en betydelig litterær virksomhed. For ikke at tale om en del æstetiske forsøg, heriblandt en novelle: "Den hjærteløse skjønne", bearbejdet efter Balzac (1834), og bogen: "Hvormed skal jeg more mig?" (1842), har han udgivet ikke få statsøkonomiske og statistiske afhandlinger. 
Blandt disse kan nævnes hans i 1839 offentliggjorte motiverede "Udkast til en kreditforening for danske grundbesiddere". Hans værk om Reventlow giver et væsentligt bidrag til Danmarks økonomiske udviklingshistorie, særlig landboforholdene i slutningen af 18. århundrede. 
Disse studier blev atter af betydning ved udarbejdelsen af Bergsøes hovedværk: "Den danske Stats Statistik" (4 bind, 1844-53). Dette vidtløftige arbejde giver en grundig skildring af Danmarks økonomiske forhold på overgangen fra den absolutistiske til den konstitutionelle tid tillige med en fremstilling af den historiske udvikling. 
Netop fordi værket således fremkom i en overgangstid, kom det ikke til at spille den rolle, som det trods flere "snurrigheder" havde gyldigt krav på at spille, i det alle økonomiske forhold i halvtredserne så at sige befandt sig i en fuldstændig revolution, men af denne grund vil værket på den anden side for senere forfattere være af stor værdi ved at give et klart billede af tilstanden, som den var, inden den nyere udvikling tog fart.

### Forfatterskab på internettet
- Adolf Frederik Bergsøe: Geheime-Statsminister Greve Christian Ditlev Frederik Revenlovs Virksomhed som Kongens Embedsmand og Statens Borger; København 1837
- Adolf Frederik Bergsøe: Den danske Forst- og Jagt-Lovgivning systematisk fremstillet til Brug for de Forststuderende og alle andre hvem Forst- og Jagtsager vedkomme; København 1842
- Adolph Frederik Bergsøe: Den Danske Stats Statistik, Første Bind Om Den Danske Stats naturlige Beskaffenhed og Befolkning; København 1844
- Adolph Frederik Bergsøe: Den Danske Stats Statistik, Andet Bind; København 1847
- Adolph Frederik Bergsøe: Den Danske Stats Statistik, Tredie Bind; København 1847
- Adolph Frederik Bergsøe: Den Danske Stats Statistik, Fjerde Bind Om forskjellige Statsforvaltningsforhold, Monarkiets udvortes Forhold, de fjernere Statsdelr m. m.; København 1853
- Værker af Adolf Frederik Bergsøe findes på Google Books